# Simon Geschke
Simon Geschke (Berlín, 13 de marzo de 1986) es un ciclista alemán que fue profesional entre 2009 y 2024.

## Biografía
Simon Geschke es el hijo de Hans-Jürgen Geschke, campeón del mundo de tandem en 1969 y 1971, y campeón de velocidad amateur en 1977.
Miembro del equipo Ked-Bianchi de 2005 a 2008, Simon Geschke fue seleccionado varias veces por la selección nacional sub-23. Ganó una etapa de la Ronde de l'Isard d'Ariège en 2007 y participó en los campeonatos del mundo sub-23 en 2007 (92.º) y 2008 (31.º).
En 2009 fichó por el equipo neerlandés Skil-Shimano. En mayo, terminó 10.º del Gran Premio de Fráncfort y noveno de la Vuelta a Baviera. En julio, participó en su primer Tour de Francia.
En enero de 2024 anunció que ese año iba a ser el último de su carrera.

## Palmarés
2007
- 1 etapa de la Ronde de l'Isard d'Ariège

2011
- 1 etapa del Critérium Internacional

2014
- G. P. Kanton Aargau

2015
- 1 etapa del Tour de Francia[2]

2022
- 3.º en el Campeonato de Alemania en Ruta

## Resultados en Grandes Vueltas y Campeonatos del Mundo
| Carrera         | Carrera         | 2008 | 2009  | 2010 | 2011  | 2012 | 2013 | 2014 | 2015 | 2016 | 2017 | 2018 | 2019 | 2020 | 2021 | 2022 | 2023 | 2024 |
| --------------- | --------------- | ---- | ----- | ---- | ----- | ---- | ---- | ---- | ---- | ---- | ---- | ---- | ---- | ---- | ---- | ---- | ---- | ---- |
|                 | Giro de Italia  | —    | —     | —    | —     | —    | —    | 69.º | 89.º | —    | 54.º | —    | —    | —    | —    | —    | —    | 14.º |
|                 | Tour de Francia | —    | 113.º | —    | —     | —    | 75.º | —    | 38.º | 66.º | 64.º | 25.º | 63.º | 48.º | 62.º | 44.º | Ab.  | 94.º |
|                 | Vuelta a España | —    | —     | —    | 115.º | 71.º | —    | —    | —    | —    | —    | Ab.  | —    | Ab.  | —    | —    | —    | —    |
| Mundial en Ruta | Mundial en Ruta | 31.º | —     | —    | —     | 72.º | 14.º | 39.º | 90.º | —    | 20.º | 24.º | Ab.  | 17.º | —    | —    | —    | 36.º |

—: no participa

Ab.: abandono

## Equipos
- Skil/Argos/Giant (2009-2018)
  - Skil-Shimano (2009-2011)
  - Team Argos-Shimano (2012-2013)
  - Team Giant-Shimano (2014)
  - Team Giant-Alpecin (2015-2016)
  - Team Sunweb (2017-2018)
- CCC Team (2019-2020)
- Cofidis[3] (2021-2024)